# بلبل زرین هالماهرا
بلبل زرین هالماهرا (نام علمی: Hypsipetes chloris) گونه‌ای از پرندگان گنجشک‌سان از تیرهٔ بلبلان (Pycnonotidae) است که در جزایر موروتای، هالماهرا و باکان اندونزی یافت می‌شود. زیستگاه طبیعی آن جنگل‌های جلگه‌ای نمناک نیمه‌گرمسیری یا گرمسیری است.